# NGC 951
NGC 951 (również PGC 9442) – galaktyka spiralna z poprzeczką (SBab), znajdująca się w gwiazdozbiorze Wieloryba. Odkrył ją Francis Leavenworth w 1886 roku.